# Galearia celebica
Galearia celebica là một loài thực vật có hoa trong họ Pandaceae. Loài này được Koord. mô tả khoa học đầu tiên năm 1898.